# Mistrzostwa Świata Mężczyzn w Curlingu 1961
Mistrzostwa Świata Mężczyzn w Curlingu 1961 odbyły się pod nazwą Scotch Cup w Ayr, Falkirk, Perth oraz Edynburgu. W mistrzostwach pierwszy raz uczestniczyły 3 reprezentacje, dlatego po raz pierwszy na mistrzostwach świata rozegrano finał i półfinał.

## Reprezentacje
| Kraj              | Czwarty         | Trzeci         | Drugi         | Otwierający    |
| ----------------- | --------------- | -------------- | ------------- | -------------- |
| Kanada            | Hec Gervais     | Ray Werner     | Vic Raymer    | Wally Ursuliak |
| Stany Zjednoczone | Frank Crealock  | Ken Sherwood   | John Jamieson | Bud McCartney  |
| Szkocja           | Willie McIntosh | Andrew McLaren | Jim Miller    | Bob Stirrat    |

## Wyniki

### Klasyfikacja Końcowa
| # | Kraj              |
| - | ----------------- |
| 1 | Kanada            |
| 2 | Szkocja           |
| 3 | Stany Zjednoczone |

### Finał
|        | Wynik  |         |
| ------ | ------ | ------- |
| Kanada | 12 - 7 | Szkocja |

### Półfinał
|        | Wynik  |                   |
| ------ | ------ | ----------------- |
| Kanada | 14 - 9 | Stany Zjednoczone |

### Round Robin

#### Klasyfikacja
| # | Kraj              | Wygranych | Przegranych |           |
| - | ----------------- | --------- | ----------- | --------- |
| 1 | Szkocja           | 3         | 1           | →Finał    |
| 2 | Kanada            | 2         | 2           | →Półfinał |
|   | Stany Zjednoczone | 2         | 2           | →Półfinał |

#### Sesje
| Sesja |                   | Wynik   |                   |
| ----- | ----------------- | ------- | ----------------- |
| 1     | Szkocja           | 9 - 8   | Stany Zjednoczone |
| 2     | Kanada            | 11 - 10 | Szkocja           |
| 3     | Kanada            | 10 - 6  | Stany Zjednoczone |
| 4     | Stany Zjednoczone | 11 - 9  | Szkocja           |
| 5     | Stany Zjednoczone | 13 - 6  | Kanada            |
| 6     | Szkocja           | 15 - 4  | Kanada            |